# Tukulti-Ninurta II
Tukulti-Ninurta II (fl. IX secolo a.C.) regnò sugli Assiri dal 890 al 884 a.C. Era figlio di Adad-nirari II. Gli succedette il figlio Assurnasirpal II. Il suo nome è traducibile in "la mia fiducia è riposta in Ninurta (=il dio della guerra).